# Silverstreckad pärlemorfjäril
Silverstreckad pärlemorfjäril (Argynnis paphia) är en art i släktet pärlemorfjärilar. De första uppträder i början av juli, och sedan flyger de fram till slutet av augusti. Den håller till på ängsmarker och i skogsgläntor och skogsbryn. 

## Utseende

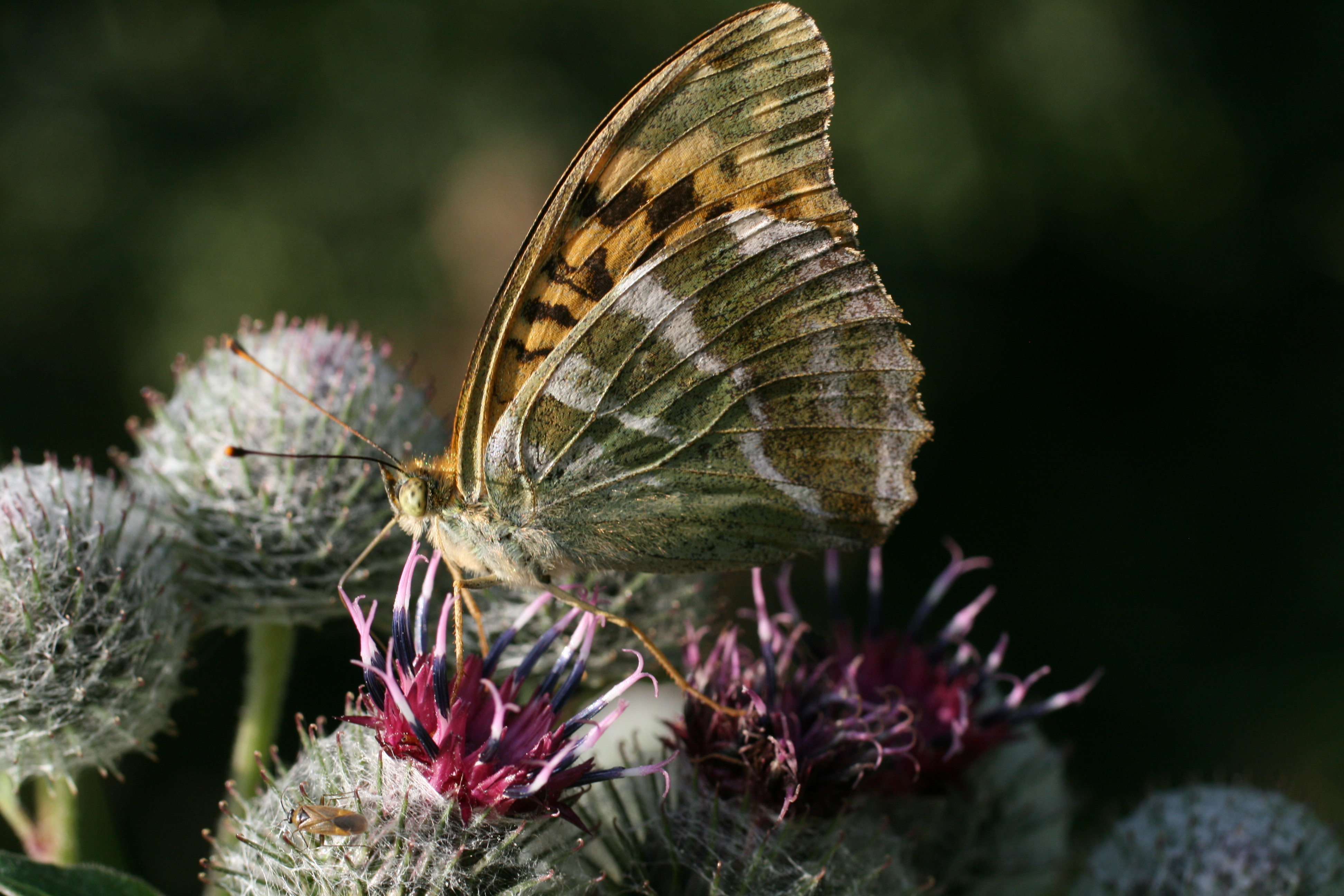
Det är lätt att känna igen den silverstreckade pärlemorfjärilen genom att titta på undersidan av bakvingen. Silverstrecken på grön botten är karaktäristiska för arten.

Silverstreckad pärlemorfjäril är en stor pärlemorfjäril, med ett vingspann på 53 till 65 millimeter. På vingarnas ovansida är den varmt orangefärgad, med svarta och mörkbruna fläckar. Hannen har fyra stråk av mörka ansvällningar på framvingen. Honorna saknar dessa ansvällningar och kan förväxlas med ängspärlemorfjäril. Denna är dock något mindre. Undersidan av bakvingen är grönaktig med ljusare, silverfärgade streck.

## Ekologi

### Livscykel
Arten har en generation per år. Äggen läggs på ett träd eller en stubbe i omedelbar närhet till violer. De kläcks efter cirka 2 veckor. Strax därefter gör larven sig i ordning för övervintring, och vaknar nästa vår. Larven äter då av violerna tills den förpuppas i mitten av juni. Efter 2 till 4 veckor kommer den vuxna fjärilen ut ur puppan. 

### Foderväxter
Den vuxna fjärilen (imagon) får mat från lind, rubusar och kärrtistel. Larverna lever på flera olika violarter, till exempel buskviol, skogsviol och luktviol.

## Utbredning
Silverstreckad pärlemorfjäril förekommer i den palearktiska regionen från norra Spanien, Brittiska öarna (England och Irland) och Norden österut genom Europa till Turkiet, Kaukasus, Ryssland, Sibirien, Korea och Japan. Den förekommer som sydligast i norra Algeriet.
Arten förekommer i södra och mellersta Sverige upp till Ångermanland och är tämligen allmän. 

## Bildgalleri

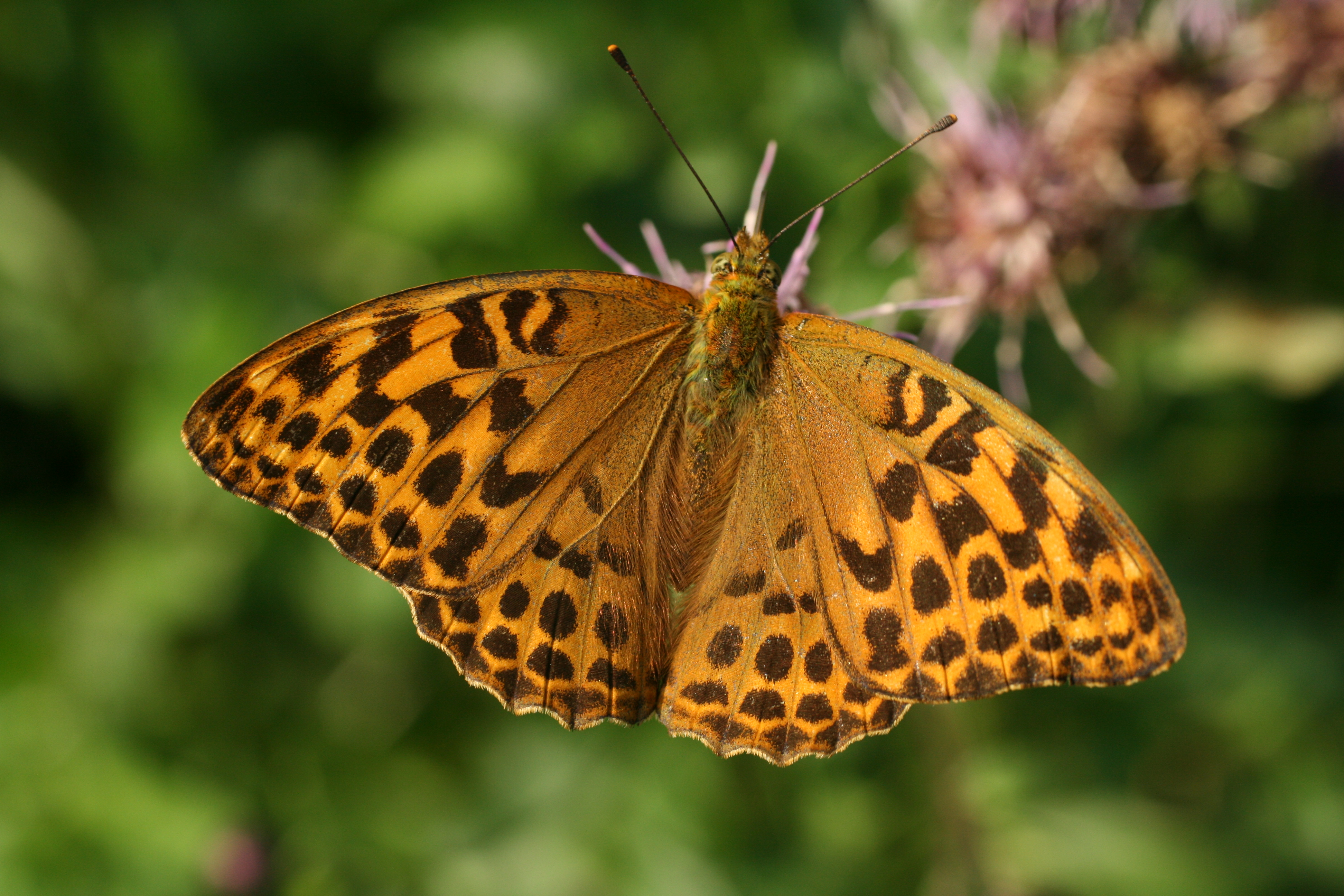
Hona
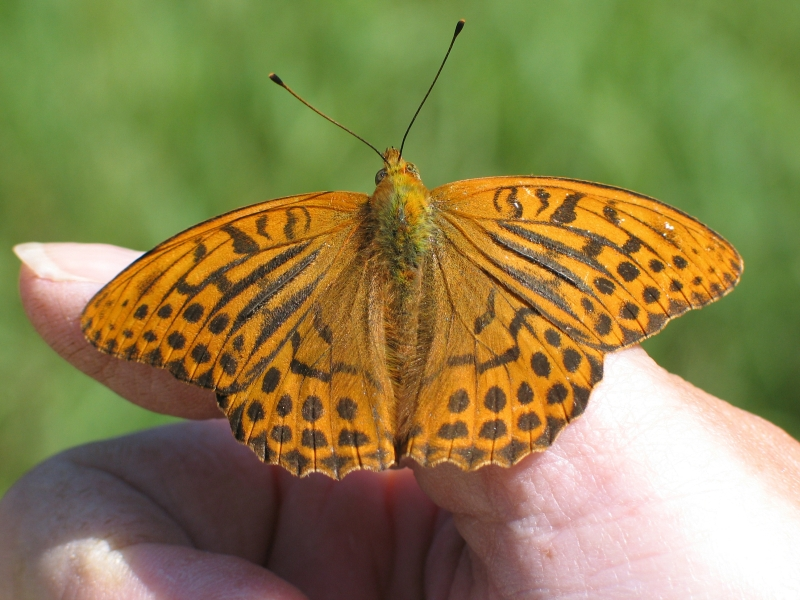
Hane. De tjockare ränderna på framvingarna är doftfjäll som används för att stimulera honan vid parning.
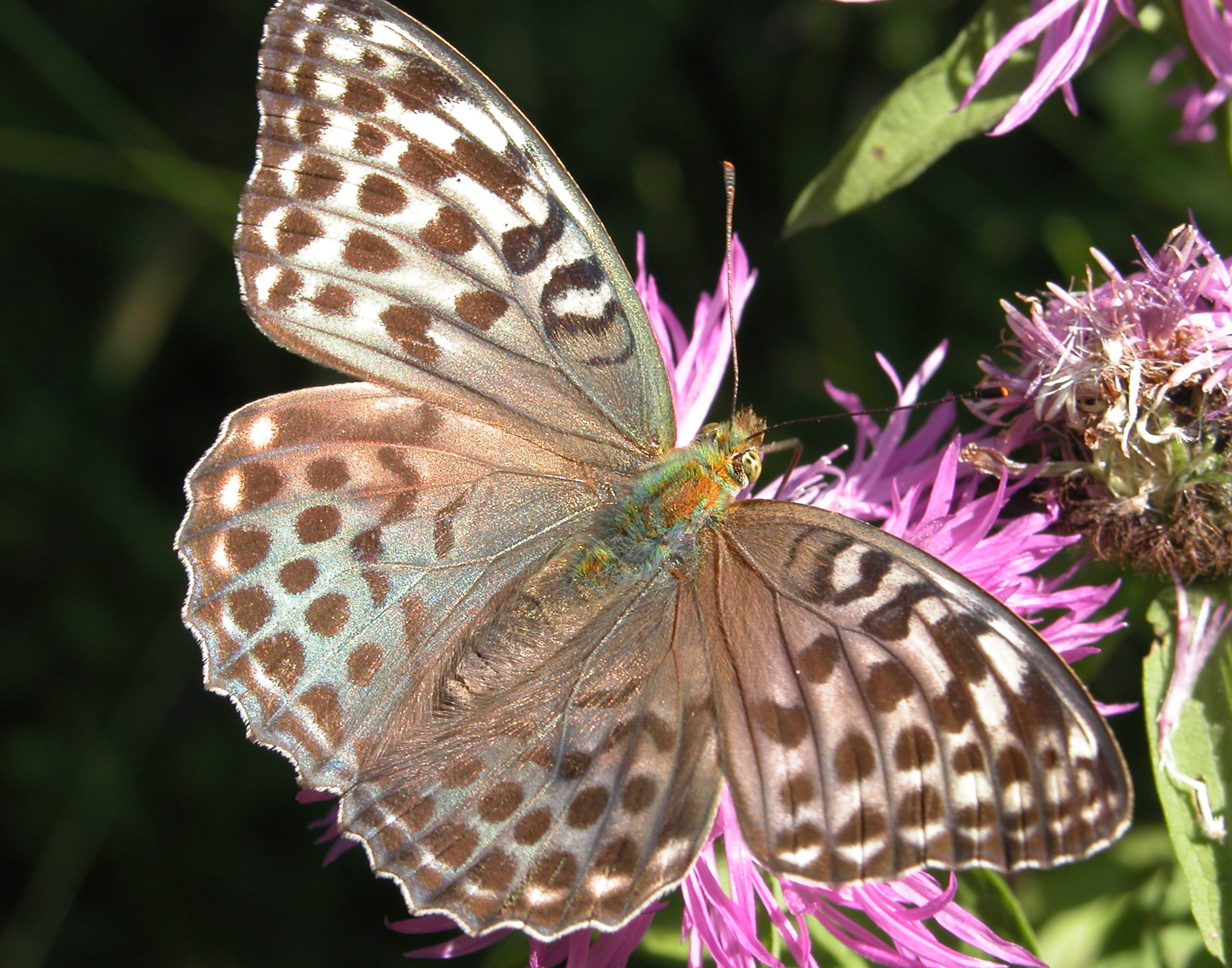
Hona av den sällsynta formen Valezina.
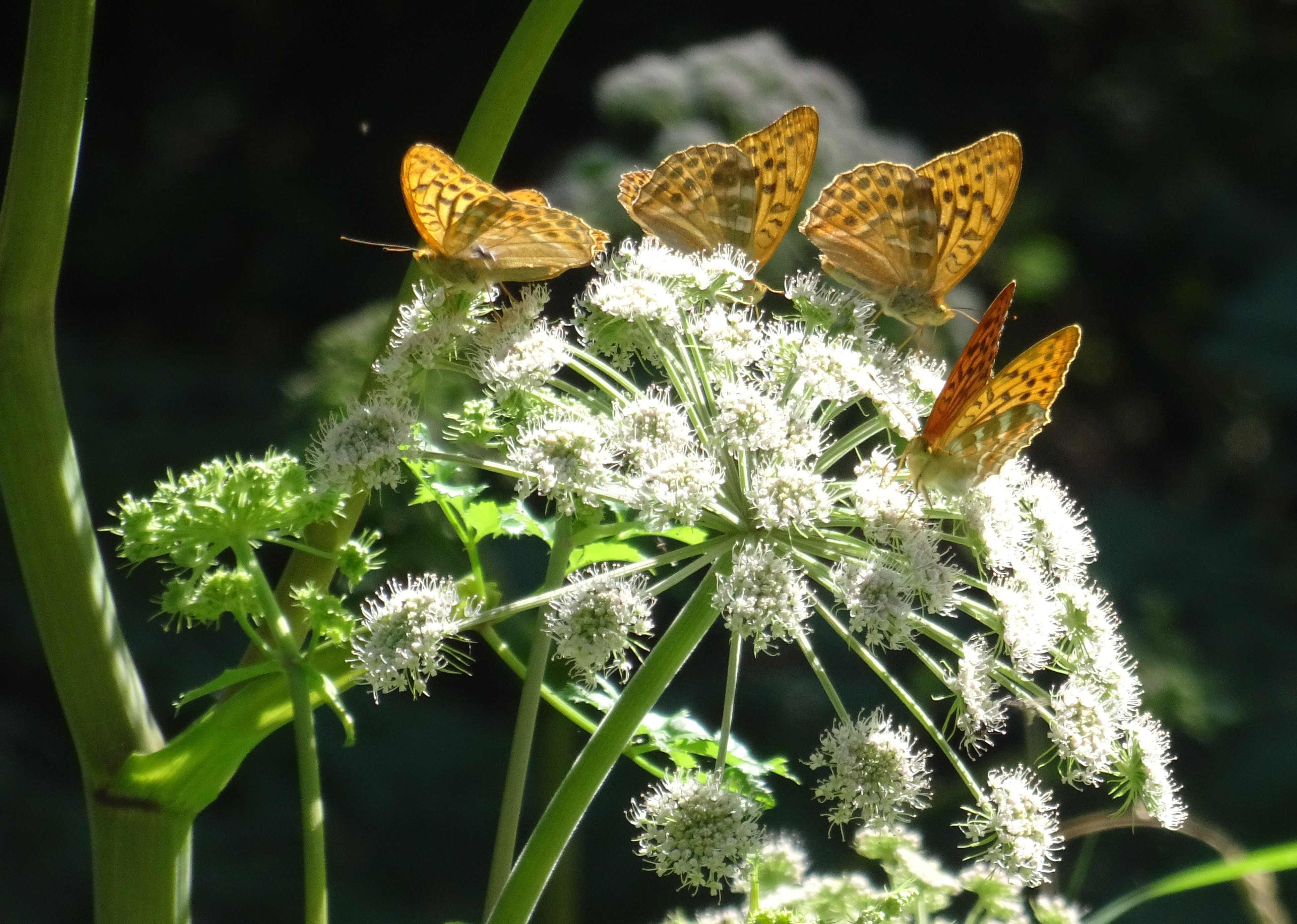
Silverstreckade pärlemorfjärilar vid Fjärilsstigen.